# Something Else (Tech N9ne)
Something Else è il tredicesimo album in studio del rapper statunitense Tech N9ne, pubblicato nel 2013 dalla Strange Music.

## Tracce
1. News with Mark Alford 1 (Skit) – 1:16
2. Straight Out the Gate (featuring Krizz Kaliko & Serj Tankian) – 4:09
3. B.I.T.C.H. (featuring T-Pain) – 4:27
4. With the BS (featuring Big Scoob, Red Café & Trae tha Truth) – 4:35
5. Love 2 Dislike Me (featuring Liz Suwandi & Tyler Lyon) – 3:53
6. Fortune Force Field – 4:16
7. I'm Not a Saint – 4:29
8. Fragile (featuring Kendall Morgan, Kendrick Lamar & ¡Mayday!) – 3:55
9. Priorities (featuring Angel Davenport & Game) – 1:43
10. News with Mark Alford 2 (Skit) – 0:41
11. Dwamn – 2:57
12. So Dope (They Wanna) (featuring Snow Tha Product, Twisted Insane & Wrekonize) – 4:18
13. See Me (featuring B.o.B & Wiz Khalifa) – 4:09
14. My Haiku-Burn the World (featuring Krizz Kaliko) – 4:01
15. That's My Kid (featuring Big K.R.I.T., Cee Lo Green & Kutt Calhoun) – 4:22
16. Meant to Happen (featuring Scoop DeVille) – 3:55
17. News with Mark Alford 3 (Skit) – 0:53
18. Believe – 3:52
19. R.I.P. Ray (Skit) – 0:54
20. Strange 2013 (featuring The Doors) – 3:31
21. SMB – 0:04

## Classifiche
| Classifica (2013) | Posizione massima |
| ----------------- | ----------------- |
| Stati Uniti       | 4                 |